# 能滿郡
能滿郡（日语：〔〕／ Noma gun */?）是令制國時代多禰國一個已不存在的郡，位於現今種子島北部。

## 合併前的轄區
- 西之表市
- 熊毛郡中種子町

## 沿革
- 大寶2年（702年） - 種子島北部建立能滿郡。
- 天長元年（824年）十月初一 - 編入熊毛郡

## 相關項目
- 日本已不存在的郡列表